# Filippo di Crotone
Filippo di Crotone, detto "il Bello" (Crotone, VI secolo a.C. – Sicilia, ...), è stato un atleta e militare greco antico.

## Biografia
Filippo, nativo di Crotone, era figlio di Butacide; quando Crotone e Sibari erano ancora in buon accordo, Filippo, ricco e potente crotoniate, fu promesso sposo alla figlia di Telys, il governatore di Sibari. In seguito alla lotta tra le due città i suoi progetti matrimoniali fallirono e dovette prendere la via dell’esilio.
Con una trireme propria e un equipaggio a sue spese partì per seguire Dorieo, principe spartano, figlio di Anassandrida II. Si unì a Dorieo al momento di salpare per l’Occidente o, più probabilmente, durante il viaggio verso Cinipe, sulle coste libiche (Herod. V. - 44 - 47), notizia questa che farebbe presumere i buoni rapporti di amicizia, intercorrenti, tra Crotone e Sparta.
Fu vincitore a Olimpia e fu considerato il più bello dei Greci della sua epoca. 
Morì insieme a Dorieo presso Erice, in Sicilia, nel 510 a.C. durante una battaglia fra Cartaginesi e gli abitanti di Segesta. Questi ultimi tributarono a Filippo onori che nessun altro ottenne, in virtù della sua bellezza gli innalzarono un tempietto e lo venerarono con un culto eroico offrendogli sacrifici per propiziarsene la benevolenza.